# Nody šedý
Nody šedý (Anous ceruleus) je malý tichooceánský druh rybáka, dříve spojovaný s nodym bělavým (Anous albivitta), který také býval mylně považován za jeho světlou formu.

## Popis
Menší druh rybáka (délka 25-28 cm, rozpětí křídel 46-60 cm), celý šedě zbarvený, jen s o něco světlejší spodinou těla, bílou skvrnou za okem a tmavou skvrnkou před okem. Nohy a zobák jsou černé.

## Rozšíření
Nody šedý hnízdí v pěti poddruzích v tropických vodách Tichého oceánu:
- A. c. saxatilis hnízdí od ostrova Marcus a severních Marshallových ostrovů na východ po severozápadní Havajské ostrovy
- A. c. nebouxi hnízdí od souostroví Tuvalu na východ po ostrov Phoenix a na jih po Fidži a Západní Samou
- A. c. ceruleus hnízdí na Vánočním ostrově, ostrovech Line a Markézách
- A. c. teretirostris hnízdí na ostrovech Tuamotu, ptáci patřící zřejmě k této rase také na Cookových ostrovech, Jižních ostrovech a Společenských ostrovech ve Francouzské Polynésii
- A. c. murphyi hnízdí na ostrově Gambier

Po vyhnízdění se zdržují v blízkosti kolonií.